# 陸輔清
陸輔清（?—?），廣西省桂林府灌陽縣人，清朝政治人物、同進士出身。
光緒十六年（1890年），参加光緒庚寅科殿試，登進士三甲57名。同年五月，著主事，分部学习。